# El Quinto Escalón
El Quinto Escalón va ser una competició de batalles de rap, fundada i organitzada al Parc Rivadavia del barri de Caballito a la Ciutat de Buenos Aires, Argentina. Era albergada pel raper YSY A (Alejo Acosta) i el presentador de ràdio Muphasa (Matías Berner). Es va disputar per primera vegada al març de 2012, i va acabar el novembre de 2017 amb un esdeveniment al Microestadi Malvinas Argentinas.
La competició se celebrarava tots els diumenges, amb entrada lliure i gratuïta, i va arribar a ser un dels esdeveniments de freestyle rap més coneguts de l'Argentina i Llatinoamèrica. Amb el pas del temps, El Quinto Escalón seria el bressol d'una nova onada d'artistes emergents a l'Argentina, i esdevindria un dels moviments culturals més importants de la dècada al país.